# Яблонский, Евгений Владимирович
Евге́ний Влади́мирович Ябло́нский (бел.  Яўген Уладзіміравіч Яблонскі; род. 10 мая 1995[…], Червень, Минская область) — белорусский футболист, полузащитник клуба «Астерас» и сборной Беларуси. Мастер спорта Республики Беларусь международного класса.

## Карьера

### БАТЭ
Занимался футболом в ДЮСШ города Червеня, минской «Смене» и Борисовском государственном областном училище олимпийского резерва. Первый тренер — Александр Иванович Болотин.
С лета 2012-го выступал за дубль клуба БАТЭ. 29 июня 2014 года дебютировал за основную команду борисовчан, выйдя в основном составе в игре против «Белшины», отличившись голевой передачей на 12-й минуте, ассистировав Александру Володько. В октябре 2014 года закрепился в центре полузащиты борисовского клуба. 27 октября 2014 года забил свой первый гол в чемпионате Беларуси (в ворота жодинского «Торпедо-БелАЗ»).
В феврале 2015 года продлил контракт с клубом. В сезонах 2015—2016 играл в основной команде, в сезоне 2016 иногда выходил центрального защитника. В начале сезона 2017 играл в стартовом составе борисовчан в качестве центрального защитника, позднее потерял место в основе. В сезоне 2018 вернул место в стартовом составе.
В декабре 2018 года подписал новый контракт с БАТЭ. В сезоне 2019 закрепился в качестве одного из основных игроков команды. В сентябре продлил соглашение с клубом.
В Лиге чемпионов Евгений дебютировал 30 сентября, выйдя и сыграв полный матч против испанского «Атлетика» из Бильбао (2:1). Дебют молодого полузащитника получился весьма удачным: за матч Яблонский полностью контролировал центр поля, совершив 100 % точность передач (28 пасов) и пробежав 12 километров. Участник групповых турниров Лиги чемпионов сезонов 2014/15, 2015/16 и Лиги Европы сезонов 2017/18, 2018/19 в составе БАТЭ.
20 января 2022 года покинул борисовский БАТЭ. В сумме за годы выступления в борисовском клубе в активе Яблонского 259 официальных матчей, 14 голов и 13 результативных передач.

### «Арис» Лимасол
В январе 2022 года полузащитник подписал контракт с кипрским «Арисом». Соглашение с киприотами рассчитано на 2,5 года. 31 января 2022 дебютировал за кипрский клуб, выйдя на замену на 81 минуте матча против клуба «АЕЛ», но матч закончился поражением со счетом 2:1. Закрепился в основной команде клуба, чередуя игры в стартовом составе и со скамейки запасных.
Первый матч летом 2022 года сыграл в рамках квалификации Лиги конференций УЕФА 21 июля 2022 года против азербайджанского «Нефтчи». В ответной встрече против азербайджанского клуба 28 июля 2022 года победа осталась за соперниками, так как они забили 3 гола и по сумме матчей футболист с клубом вылетел с турнира. Первый матч в чемпионате сыграл 28 августа 2022 года против клуба АЕЛ, где игрок отличился своей первой результативной передачей. Сам же чемпионат футболист начал больше как игрок скамейки запасных, регулярно выходя на замену. По итогу сезона досрочно стал победителем кипрского чемпионата. В июле 2023 года к футболисту проявляли интерес клубы российской Премьер Лиги. В июле 2023 года футболист покинул кипрский клуб, расторгнув контракт по соглашению сторон.

### «Астерас»
В конце июля 2023 года появилась информация, что футболист близок к подписанию контракт с сербским клубом «Воеводина». В январе 2024 года футболист стал игроком греческого «Астераса». Контракт с клубом футболист заключил на полтора сезона. Дебютировал за клуб футболист 14 января 2024 года в матче против клуба «Волос», выйдя на замену на 71 минуте. Дебютный гол за клуб футболист забил 25 февраля 2024 года в матче против пирейского «Олимпиакоса».
В сезоне-2024/25 Яблонский провел за «Астерас» 33 матча во всех турнирах, забил 3 гола и сделал 1 результативную передачу. По окончании сезона футболист продлил контракт с клубом на два года.

## В сборной
Являлся игроком молодёжной и юношеской сборных Беларуси.
6 сентября 2019 года дебютировал в национальной сборной, сыграв все 90 минут в отборочном матче чемпионата Европы против Эстонии.
| №  | Дата             | Оппонент    | Счёт | Голы | Пасы     | Карточки | Минуты | Соревнование                  |
| -- | ---------------- | ----------- | ---- | ---- | -------- | -------- | ------ | ----------------------------- |
| 1  | 6 сентября 2019  | Эстония     | 2:1  | —    | —        | —        | 90'    | Отбор ЧЕ-2020 (группа C)      |
| 2  | 9 сентября 2019  | Уэльс       | 0:1  | —    | —        | —        | 45'    | Товарищеский матч             |
| 3  | 11 октября 2019  | Эстония     | 0:0  | —    | —        | —        | 83'    | Отбор ЧЕ-2020 (группа C)      |
| 4  | 13 октября 2019  | Нидерланды  | 1:2  | —    | —        | 69'      | 90'    | Отбор ЧЕ-2020 (группа C)      |
| 5  | 19 ноября 2019   | Черногория  | 0:2  | —    | —        | —        | 90'    | Товарищеский матч             |
| 6  | 26 февраля 2020  | Болгария    | 1:0  | —    | —        | —        | 90'    | Товарищеский матч             |
| 7  | 4 сентября 2020  | Албания     | 0:2  | —    | —        | —        | 86'    | Лига наций 2020/2021 (Лига C) |
| 8  | 7 сентября 2020  | Казахстан   | 2:1  | —    | —        | —        | 90'    | Лига наций 2020/2021 (Лига C) |
| 9  | 8 октября 2020   | Грузия      | 0:1  | —    | —        | —        | 90'    | Стыковые матчи отбора ЧЕ-2020 |
| 10 | 14 октября 2020  | Казахстан   | 2:0  | 36′  | —        | —        | 90'    | Лига наций 2020/2021 (Лига C) |
| 11 | 11 ноября 2020   | Румыния     | 3:5  | —    | —        | —        | 28'    | Товарищеский матч             |
| 12 | 15 ноября 2020   | Литва       | 2:0  | 5′   | —        | —        | 90'    | Лига наций 2020/2021 (Лига C) |
| 13 | 18 ноября 2020   | Албания     | 2:3  | —    | —        | —        | 63'    | Лига наций 2020/2021 (Лига C) |
| 14 | 27 марта 2021    | Эстония     | 4:2  | —    | —        | —        | 58'    | Отбор ЧМ-2022 (Группа E)      |
| 15 | 2 июня 2021      | Азербайджан | 1:2  | —    | —        | —        | 90'    | Товарищеский матч             |
| 16 | 8 октября 2021   | Эстония     | 0:2  | —    | —        | —        | 81'    | Отбор ЧМ-2022 (Группа E)      |
| 17 | 13 ноября 2021   | Уэльс       | 1:5  | —    | 87′      | —        | 90'    | Отбор ЧМ-2022 (Группа E)      |
| 18 | 16 ноября 2021   | Иордания    | 1:0  | 20′  | —        | —        | 90'    | Товарищеский матч             |
| 19 | 26 марта 2022    | Индия       | 3:0  | —    | 48′, 90′ | —        | 90'    | Товарищеский матч             |
| 20 | 29 марта 2022    | Бахрейн     | 1:0  | —    | —        | —        | 90'    | Товарищеский матч             |
| 21 | 3 июня 2022      | Словакия    | 0:1  | —    | —        | —        | 61'    | Лига наций 2022/2023 (Лига C) |
| 22 | 6 июня 2022      | Азербайджан | 0:0  | —    | —        | —        | 82'    | Лига наций 2022/2023 (Лига C) |
| 23 | 10 июня 2022     | Казахстан   | 1:1  | —    | —        | —        | 81'    | Лига наций 2022/2023 (Лига C) |
| 24 | 13 июня 2022     | Азербайджан | 0:2  | —    | —        | —        | 90'    | Лига наций 2022/2023 (Лига C) |
| 25 | 22 сентября 2022 | Казахстан   | 1:2  | —    | —        | —        | 90'    | Лига наций 2022/2023 (Лига C) |
| 26 | 25 сентября 2022 | Словакия    | 1:1  | —    | —        | —        | 90'    | Лига наций 2022/2023 (Лига C) |
| 27 | 17 ноября 2022   | Сирия       | 1:0  | —    | —        | —        | 77'    | Товарищеский матч             |
| 28 | 22 ноября 2022   | Оман        | 0:2  | —    | —        | —        | 74'    | Товарищеский матч             |
| 29 | 25 марта 2023    | Швейцария   | 0:5  | —    | —        | —        | 45'    | Отбор ЧЕ-2024 (Группа I)      |
| 30 | 28 марта 2023    | Румыния     | 1:2  | —    | —        | —        | 65'    | Отбор ЧЕ-2024 (Группа I)      |
| 31 | 16 июня 2023     | Израиль     | 1:2  | —    | —        | —        | 33'    | Отбор ЧЕ-2024 (Группа I)      |

Итого: сыграно матчей: 31 / забито голов: 3; победы: 10, ничьи: 4, поражения: 17.

## Достижения
БАТЭ
- Чемпион Беларуси (5): 2014, 2015, 2016, 2017, 2018
- Обладатель Кубка Беларуси (3): 2015, 2020, 2021
- Обладатель Суперкубка Беларуси (3): 2015, 2016, 2017

«Арис» Лимасол
- Чемпион Кипра: 2022/23

## Личная жизнь
Женат на белорусской спортивной журналистке, телеведущей Белтелерадиокомпании, блогере Кристине Козел.

## Клубная статистика
| Клуб             | Сезон            | Лига             | Лига | Лига | Кубки | Кубки | Еврокубки | Еврокубки | Итого | Итого |
| Клуб             | Сезон            | Турнир           | Игры | Голы | Игры  | Голы  | Игры      | Голы      | Игры  | Голы  |
| ---------------- | ---------------- | ---------------- | ---- | ---- | ----- | ----- | --------- | --------- | ----- | ----- |
| БАТЭ             | 2014             | Высшая лига      | 11   | 1    | 1     | 0     | 5         | 0         | 17    | 1     |
| БАТЭ             | 2015             | Высшая лига      | 20   | 0    | 6     | 0     | 8         | 1         | 34    | 1     |
| БАТЭ             | 2016             | Высшая лига      | 20   | 1    | 6     | 0     | 1         | 0         | 27    | 1     |
| БАТЭ             | 2017             | Высшая лига      | 25   | 0    | 3     | 0     | 4         | 0         | 32    | 0     |
| БАТЭ             | 2018             | Высшая лига      | 25   | 1    | 6     | 0     | 8         | 0         | 39    | 1     |
| БАТЭ             | 2019             | Высшая лига      | 25   | 2    | 4     | 0     | 8         | 1         | 37    | 3     |
| БАТЭ             | 2020             | Высшая лига      | 27   | 1    | 4     | 0     | 1         | 0         | 32    | 1     |
| БАТЭ             | 2021             | Высшая лига      | 28   | 4    | 6     | 0     | 2         | 1         | 36    | 5     |
| Всего за карьеру | Всего за карьеру | Всего за карьеру | 181  | 10   | 36    | 0     | 37        | 3         | 253   | 13    |